# Unterscharführer

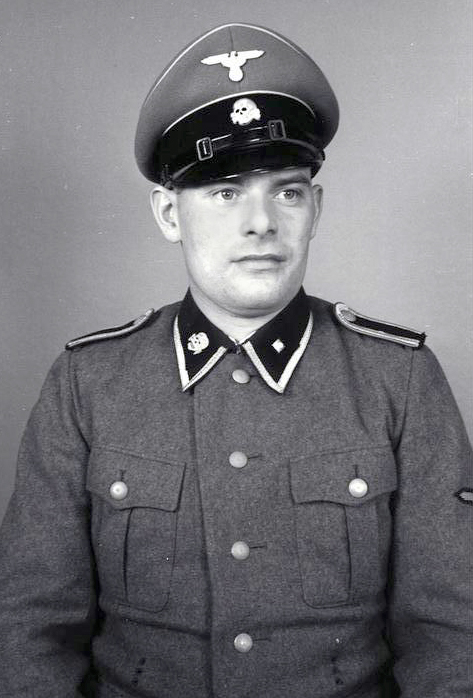
Un SS-Unterscharführer in servizio nel campo di concentramento di Mauthausen-Gusen.

Unterscharführer ( [ˈʊntɐʃaːɐ̯fyːʁɐ]) era un grado paramilitare del partito nazista utilizzato dallo Schutzstaffel (SS) tra il 1934 e il 1945. Il grado SS fu ideato dopo la Notte dei lunghi coltelli . Quell'evento provocò una riorganizzazione delle SS e la creazione di nuovi ranghi per separare le SS dalla Sturmabteilung (SA).
L'insegna era un bottone centrato su una toppa del colletto di fronte a un distintivo sul colletto delle insegne dell'unità SS. L'uniforme delle SS grigio campo mostrava il grado con bordature del colletto d'argento e spalline di un Unteroffizier. I confronti tra gradi elencano il grado di Unterscharführer come equivalente a un caporale in altri servizi, ma il grado ricopriva le responsabilità di un sergente in alcuni eserciti.

## Creazione
Il grado di Unterscharführer è stato ideato dal grado SA di Scharführer . Dopo il 1934, un SS-Unterscharführer e un SA- Scharführer erano considerati di grado equivalente; il grado di SS-Unterscharführer era inferiore a SS-Scharführer e superiore al grado di SS-Rottenführer.
Unterscharführer era il grado di sottufficiale più giovane e più comune delle SS ed era l'equivalente di un Unteroffizier nella Wehrmacht tedesca. La gamma di compiti svolti dal grado era varia ed estesa.

## Usi

### Allgemeine-SS
Tra le SS generali un Unterscharführer comandava usualmente formazioni dalle dimensioni di una squadra da sette a quindici soldati delle SS. Il grado era comunemente ricoperto come posizione di sottufficiale e poteva essere trovato in tutte le agenzie di sicurezza naziste, inclusi il Sicherheitsdienst e l'Einsatzgruppen.

### SS-Totenkopfverbände
Nel servizio nei campi di concentramento, ai titolari di Unterscharführer veniva spesso assegnata la posizione di Blockführer, che era una posizione di supervisione dell'ordine all'interno di una caserma carceraria di un campo di concentramento. La posizione di Blockführer è degna di nota nell'Olocausto, poiché il Blockführer era tipicamente responsabile di vari Sonderkommando.

### Waffen SS
Nelle Waffen-SS un Unterscharführer era un comandante di squadra giovanile, uno dei tanti assegnati a formazioni delle dimensioni di compagnie e plotoni. Il grado era considerato l'equivalente del primo grado di candidato ufficiale delle Waffen-SS di SS-Junker .

## Promozione
I requisiti di un Unterscharführer senza commissione sul campo di battaglia erano superiori a quelli previsti da un Unterscharführer nelle SS generali. Nelle Waffen-SS, i candidati dovevano sottoporsi a un processo di selezione prima di essere promossi. Durante questo periodo l'aspirante era conosciuto come Unterführer-Anwärter fino al superamento della prescritta commissione di valutazione, formazione e promozione.